# Jüdischer Friedhof (Mertloch)

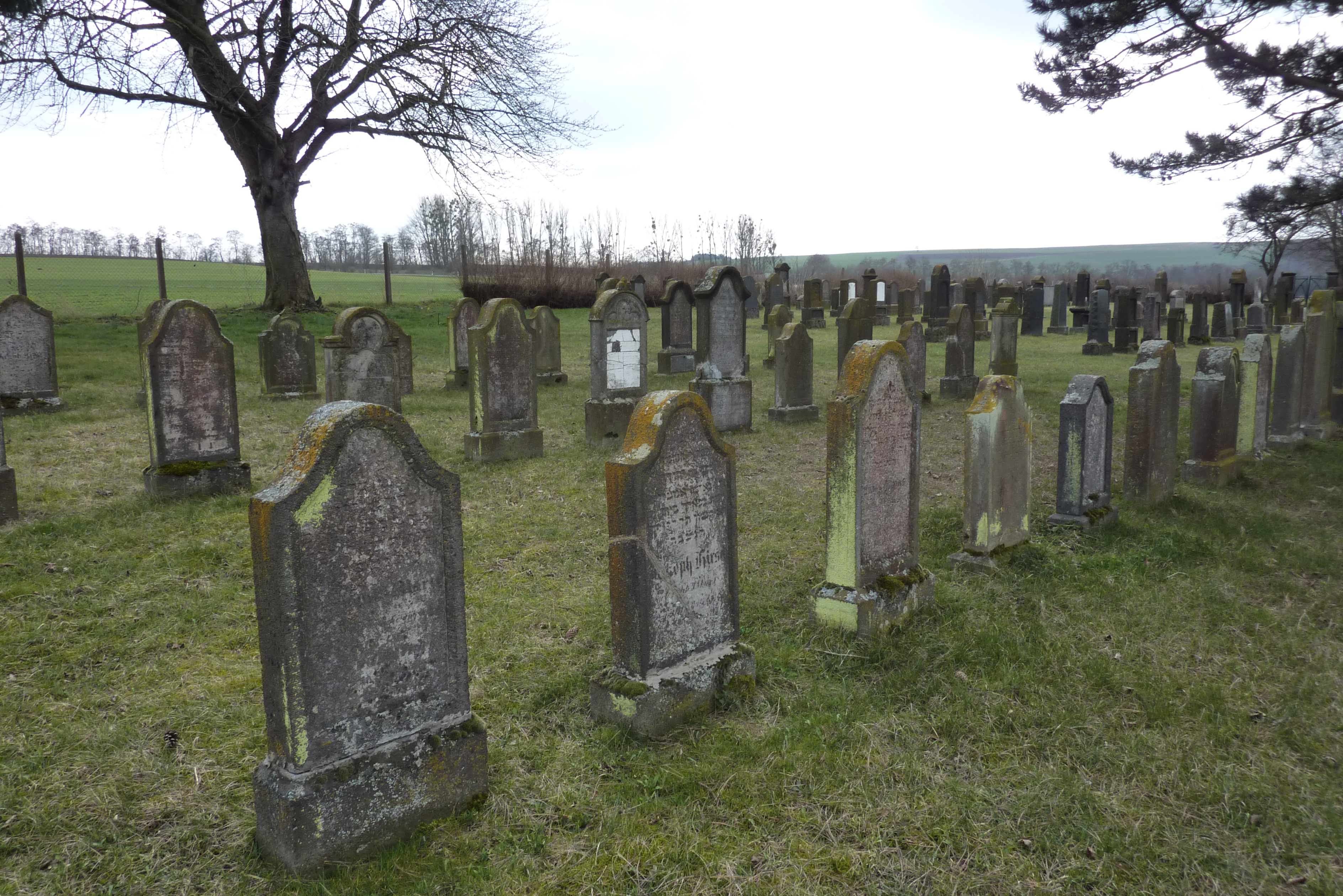
Jüdischer Friedhof Mertloch

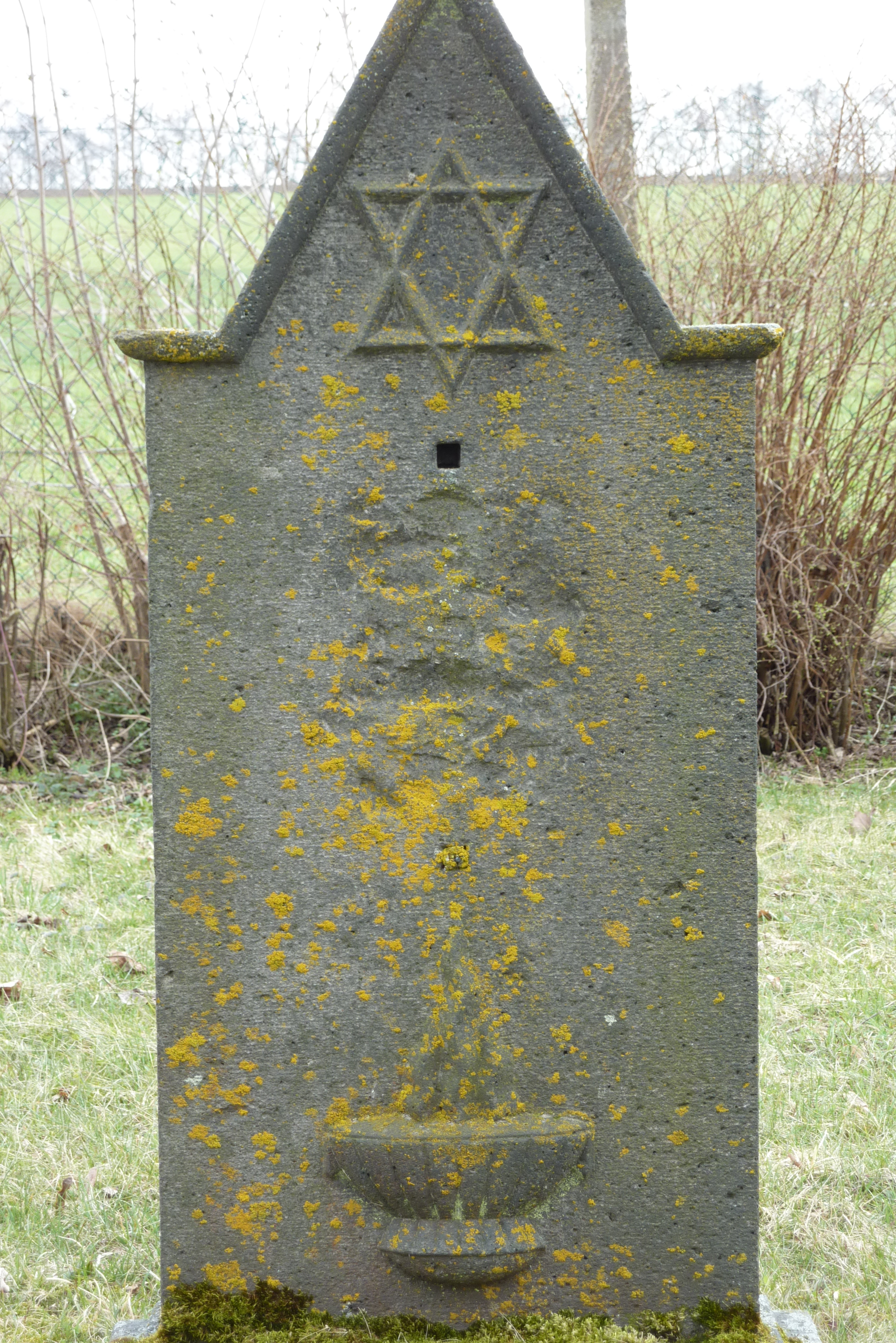
Grabstein mit fehlender Inschriftenplatte auf dem jüdischen Friedhof in Mertloch

Der Jüdische Friedhof Mertloch in Mertloch, einer Ortsgemeinde im Landkreis Mayen-Koblenz in Rheinland-Pfalz, ist ein geschütztes Kulturdenkmal. Er liegt 500 Meter nach dem Ortsausgang in Richtung Naunheim auf der linken Seite von Feldern umgeben.

## Geschichte
Die jüdischen Gemeinden in Mertloch, Polch und Umgebung bestatteten ihre Toten zunächst auf dem jüdischen Friedhof in Wierschem. 1868 kauften die jüdischen Familien aus Gappenach, Kollig, Mertloch, Münstermaifeld, Naunheim, Pillig, Polch und Wierschem ein Grundstück auf der Gemarkung Mertloch und legten dort einen jüdischen Friedhof an. Heute sind noch etwa 70 Grabsteine vorhanden, jedoch fällt auf, dass sehr viele Grabsteine keine Inschriftenplatte mehr besitzen.